# Aloha (groet)

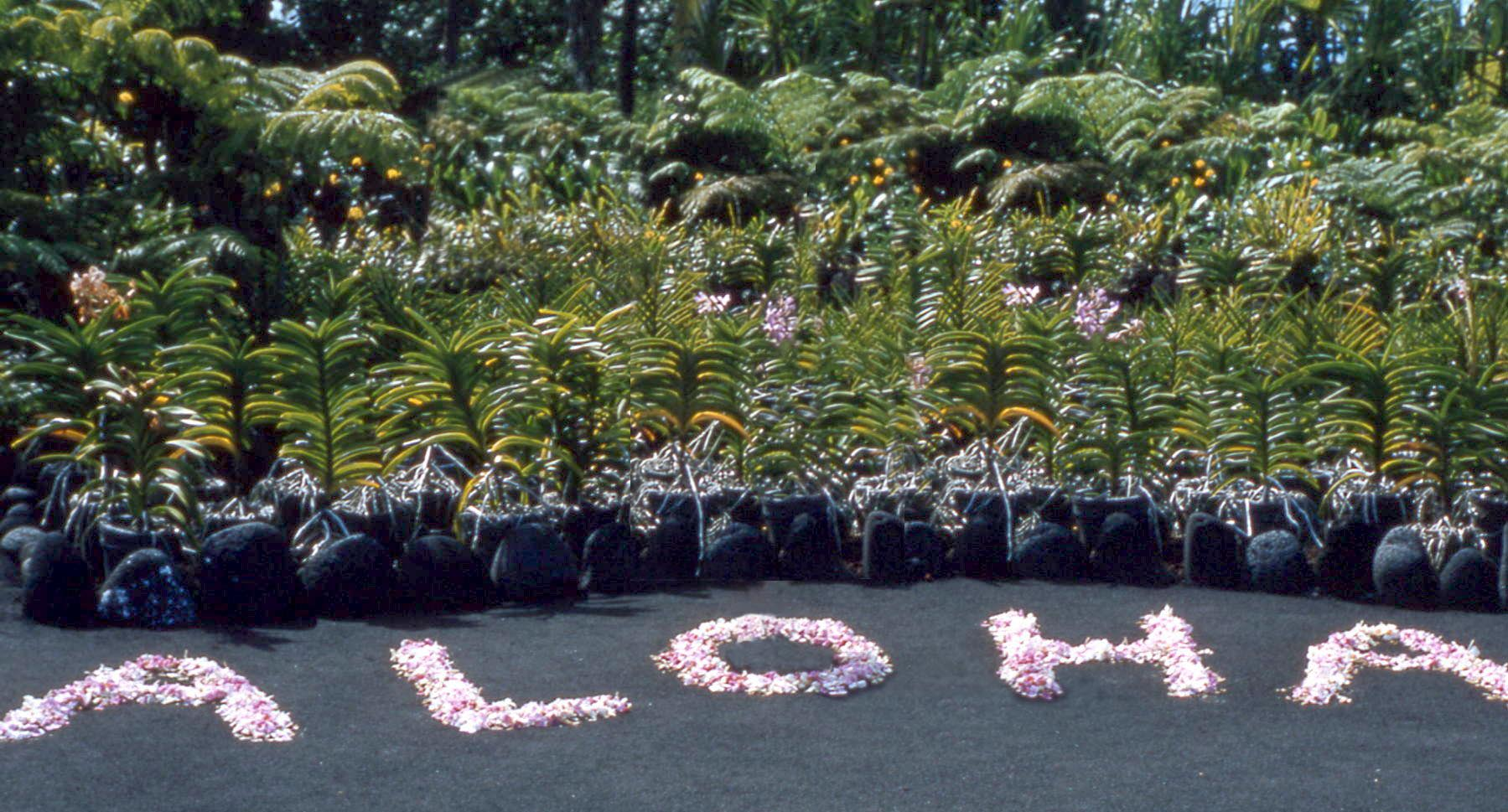
"Aloha" als bloemenarrangement

Aloha is een woord uit Hawaï dat onder meer 'liefde', 'toeneiging', 'compassie', 'vrede' en 'dank' kan uitdrukken.
Sinds het midden van de 19e eeuw wordt het ook in de Engelse taal gebruikt als groet, waarmee 'hallo' en 'gedag' gezegd wordt.
- In het Hawaïaans gebruikt men aloha kakahiaka voor 'goede morgen'.
- aloha ʻauinalā betekent 'goede middag'.
- aloha ahiahi betekent 'goedenavond'.
- aloha kākou is een veelgebruikte frase voor 'welkom/tot ziens aan allen'.

"Aloha" wordt veel gebruikt als onderdeel van bedrijfsnamen. In de populaire cultuur vindt men het ook terug in de namen van bands, liedjes, tijdschriften, films en tv-series. In de Verenigde Staten noemt men Hawaii ook wel 'de aloha staat'.